# میوه آبدار (ترانه بروک کندی)
«میوهٔ آبدار» (به انگلیسی: Juicy Fruit) ترانه‌ای از خوانندهٔ آمریکایی بروک کندی می‌باشد که در ۱۴ فوریهٔ سال ۲۰۲۳ به‌عنوان تک‌آهنگ دیجیتالی منتشر گردید. این ترانه نخستین انتشار کندی می‌باشد که پس از انتشار نخستین آلبوم استودیویی وی تحت عنوان سکسورسیسم آمده‌است و به‌طور کلی بیست و ششمین تک‌آهنگ وی می‌باشد.